# Dinah (chanson)
Pour les articles homonymes, voir Dinah (homonymie).
Dinah est une chanson populaire américaine. La musique est de Harry Akst (en) et les paroles de Sam M. Lewis (en) et Joe Young (en). Elle est chantée pour la première fois par Eddie Cantor dans la comédie musicale Kid Boots (en) (1923) à Pittsburgh. La chanson est publiée en 1925.

## Paroles
Carolina
 
Gave me Dinah;

I'm the proudest one

Beneath the Dixie sun.

News is spreadin'

'Bout our weddin';

I hear church bells ringin',

Here's the song my heart keeps singin':

Dinah,
  
Is there anyone finer

In the state of Carolina?

If there is and you know her,

Show her!

Dinah,

With her Dixie eyes blazin',

How I love to sit and gaze in

To the eyes of Dinah Lee!

Yet, every night,

My, how I shake with fright,

Because my Dinah might,

Change her mind about me!

But if Dinah,

Ever wandered to China,

I would hop an ocean liner,

Just to be with Dinah Lee!

Dinah,

Is there anyone finer

In the state of Carolina?

If there is and you know her,

Show her!

Dinah,

With her Dixie eyes blazin',

How I love to sit and gaze in

To the eyes of Dinah Lee!

Yet, every night,

My, how I shake with fright,

Because my Dinah might,

Change her mind about me!

But if Dinah,

Ever wandered to China,

I would hop an ocean liner,

Just to be with Dinah Lee!

## Reprises
Le titre connaît dès sa sortie un immense succès auprès des orchestres de jazz et des chanteurs puis est repris de nombreuses fois par des artistes de différents pays dont :
- The Revelers. Enregistrée à Camden (New Jersey) le 4 septembre 1925, elle est commercialisée sur 78 tours chez Victor Records sous le no de catalogue 19796.
- Ethel Waters. Enregistrée le 10 octobre 1925 et commercialisée sur 78 tours par Columbia Records sous le no de catalogue 487D[2].
- Joséphine Baker. Enregistrée à Paris en octobre 1926, elle est commercialisée sur 78 tours par Odeon A 49172 sous le no de catalogue 7412[3].
- Duke Ellington & His Orchestra. Enregistrée le 9 février 1932, elle est commercialisée sur 78 tours par Victor Records sous le no de catalogue 22938A[4] (Ellington compose une extension improvisée de la mélodie populaire entendue sur une émission de radio enregistrée en 1935 ce qui donne lieu à un enregistrement séparé intitulé Dinah's In A Jam' en 1938).
- Cab Calloway. Il enregistre la chanson deux fois : une première fois le 7 juin 1932. Elle est distribuée sur 78 tours par ARC et sort chez Banner Records (en) 32483, Melotone M-12489, Oriole 2495, Perfect 15623, Romeo 1868 et Vocalion 15872. Il enregistre la chanson une deuxième fois en public au The New Café Zanzibar le 17 juillet 1945. Elle sort sur l'album Cab Calloway '45: Live at the New Cafe Zanzibar chez Magnetic Records sous le no de catalogue 132 en 1993.
- Bing Crosby et The Mills Brothers. Enregistrée à New York le 16 décembre 1932, elle est commercialisée sur 78 tours par Brunswick Records sous le no de catalogue 6240.
- Louis Prima (Hotcha Trio). Enregistrée à Chicago le 28 septembre 1933, elle est commercialisée sur 78 tours par Bluebird Records.
- Django Reinhardt. Enregistrée à Paris en décembre 1934, elle est commercialisée sur 78 tours Ultraphone sous le no de catalogue AP 1422.
- The Boswell Sisters. Enregistrée le 13 décembre 1934, elle est commercialisée sur 78 tours par les Brunswick Records sous le no de catalogue 7412.
- Fats Waller & His Rhythm. Enregistrée à Camden le 24 juin 1935, elle est commercialisée sur 78 tours Victor Records sous le no de catalogue 25471A[5].
- Benny Goodman Quartet. Enregistrée le 26 août 1936, elle est commercialisée sur 78 tours Victor Records sous le no de catalogue 25398[5].
- Chet Baker. Enregistré à Phil Turetsky's House, Los Angeles, le 9 juillet 1952. Elle paraît sur les albums The Complete Pacific Jazz and Capitol Recordings of the Original Gerry Mulligan Quartet and Tentette with Chet Baker (Mosaic MR5-102, MD3-102) et The Complete Pacific Jazz Recordings Of The Gerry Mulligan Quartet With Chet Baker (Pacific Jazz CDP 7243 8 38263-2)[6].
- Thelonious Monk. Enregistrée le 2 novembre 1964, elle paraît sur l'album Solo Monk chez Columbia Records sous le no de catalogue CS 9149 en 1965[7].
- The Temperance Seven (en). Paraît sur l'album Those BBC Years chez Upbeat Jazz sous le no de catalogue URCD 185 en 2009.

### Versions japonaises
Au Japon la chanson, distribuée par la société Teichiku, est le premier disque de Dick Mine (ディック・ミネ) en décembre 1934. Tokuichi Mine (Mine Tokuichi (三根徳一) était auparavant un chanteur anonyme d'orchestre de jazz. Il prend le nom d'artiste Dick Mine, traduit les paroles de Dinah et interprète la chanson. C'est le premier succès des disques Teichiku, avec Les Yeux noirs sur la face B.
Dinah est également reprise par d'autres artistes dont Tadaharu Nakano (Nakano Tadaharu (中野忠晴), Akira Kishii (Kishii Akira (岸井明), Ken'ichi Enomoto (Enomoto Ken'ichi (榎本健一) sous le titre Enoken No Dinah (エノケンのダイナ), Isao Hayashi (Hayashi Isao (林伊佐緒) et Yoshio Kawada (Kawada Yoshio (川田義雄) sous le titre Rōkyoku Dinah (浪曲ダイナ).

## Distinctions
La version enregistrée par Ethel Waters en 1925 reçoit le Grammy Hall of Fame Award en 1998.